# Emanuel Olde
Emanuel Mattias Olde (* 8. September 1802 in Stockholm; † 2. August 1885 in Ängelholm) war ein schwedischer Romanist, Anglist und Nordist.

## Leben und Werk
Olde war nach Studium und Auslandsaufenthalt von 1833 bis 1846 Gymnasiallehrer in Stockholm, dann Dozent für Französisch und Englisch, ab 1850 Professor, an der Universität Uppsala. Er wurde 1859 von Carl August Hagberg promoviert mit der Arbeit De l’influence des idiomes gotho-germains et scandinaves sur la formation de la langue française, et des traces qu’on en retrouve encore dans la langue actuelle. Etude de philologie comparée et historique (Lund 1859) und war von 1860 bis 1876 als Nachfolger von Hagberg Professor für neueuropäische Linguistik und moderne Literaturwissenschaft an der Universität Lund. Von 1870 bis 1871 war er Rektor der Universität Lund. Zu seinen Schülern zählten Edvard Lidforss und Fredrik Wulff.

## Weitere Werke
- Om de skandinaviska runornas omedelbara ursprung från det äldsta feniciska alfabetet, Lund 1871

Olde publizierte ferner Lehrbücher für Englisch und Französisch.